# Leimental
Le Leimental (également appelé Birsigtal) est une vallée franco-suisse.

## Situation
La vallée s'étend depuis les massifs du Blauen et du Bruderholz, le long du cours de la Birsig jusqu'aux portes de la ville de Bâle.
Le bassin versant de la vallée traverse quinze communes, à savoir Biederthal, Leymen et Liebenswiller dans le département du Haut-Rhin, Rodersdorf, Metzerlen-Mariastein, Hofstetten-Flüh, Witterswil et Bättwil dans le canton de Soleure et Burg im Leimental, Biel-Benken, Ettingen, Therwil, Oberwil, Bottmingen et Binningen dans le canton de Bâle-Campagne.

## Source
- (de) Cet article est partiellement ou en totalité issu de l’article de Wikipédia en allemand intitulé « Leimental » (voir la liste des auteurs).